# 10554 Västerhejde
A 10554 Vasterhejde (ideiglenes jelöléssel 1993 FO34) a Naprendszer kisbolygóövében található aszteroida. Az UESAC program keretében fedezték fel fel 1993. március 19-én.